# Naan (Lebensmittel)

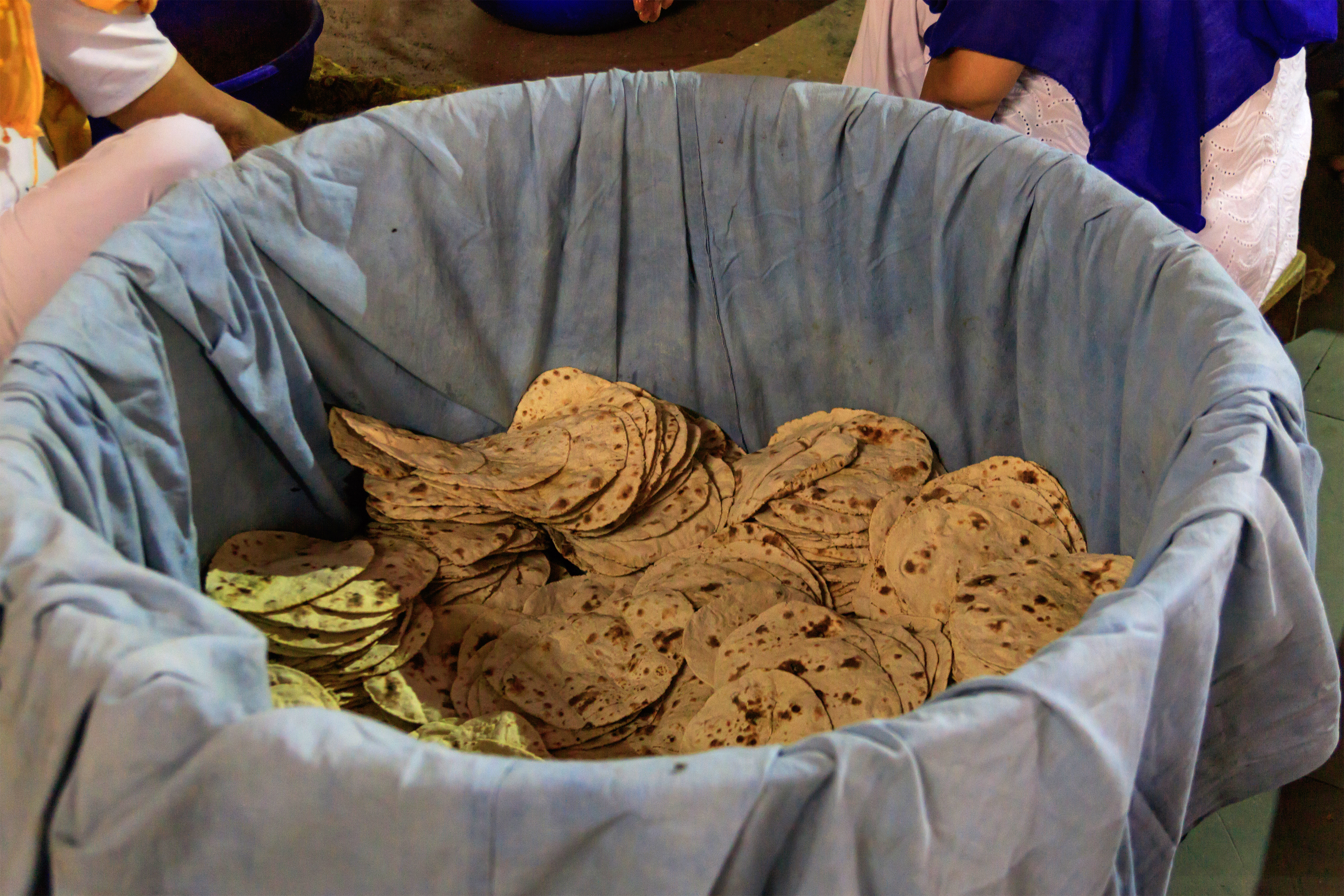
Naan aus Indien

Naan ist eine Brotsorte, die in Südasien (Indien, Pakistan, Bangladesch), Zentralasien (Afghanistan, Usbekistan, Tadschikistan), Vorderasien (Iran, Türkei) und Ostasien (Japan) meist als Beilage zu heißen Speisen gegessen wird. Naan hat eine flache, fladenartige Form, die man vor dem Backen etwas in die Länge zieht. Der innere Teil ist flach, während der äußere Rand etwas dicker bleibt. Es ähnelt einem Pizzaboden oder geschmacklich auch dem Stockbrot. Leicht zu verwechseln ist Naan mit Kulcha, das allerdings ohne Hefe zubereitet wird.

## Zubereitung
Im Gegensatz zu anderen indischen Brotsorten stellt man Naan traditionell aus gesäuertem Teig her, etwa durch Hinzufügen von Joghurt oder mit Hilfe von Milchsäurebakterien und ggf. Hefen. Ersatzweise wird auch Backpulver verwendet. Ursprünglich handelte es sich bei den Grundzutaten um Hirse und Hefe, heute ist häufig Weizen weiter verbreitet. In der Regel wird der Teig aus Atta oder hoch-raffiniertem Maida zubereitet. Die Teigfladen werden über offener Glut in einem Tandur gebacken. Von dieser natürlichen Backweise, die besonders viel Sorgfalt erfordert, stammt auch der typische Geschmack.
Heutzutage ist Naan auch vorgebacken in vielen Supermärkten erhältlich.

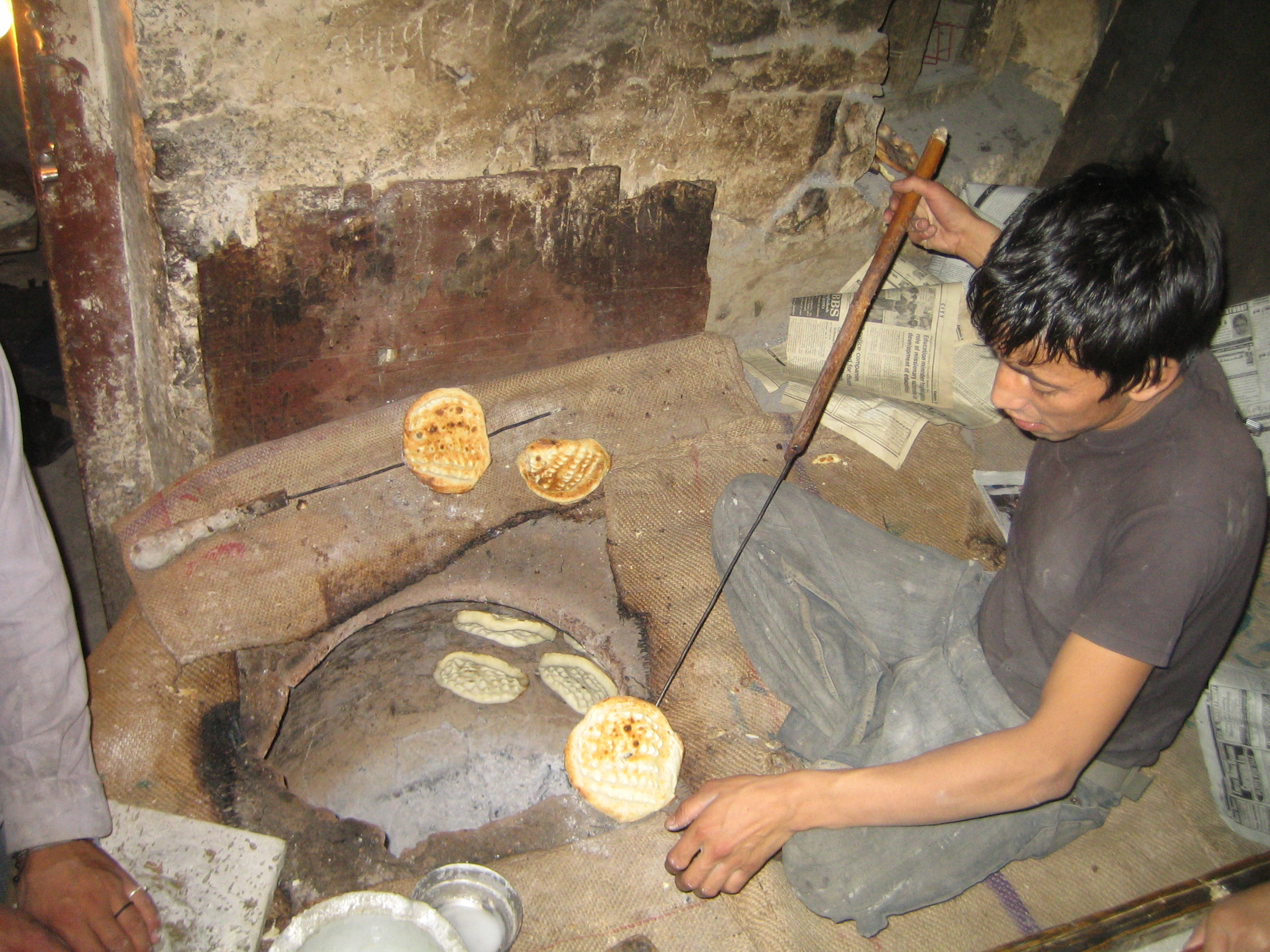
Eine Bäckerei in Ladakh

## Etymologie
Das Wort Naan stammt ursprünglich aus dem Persischen (نان) und bedeutet „Brot“. Der Name verbreitete sich später in den Nachbarsprachen auf dem indischen Subkontinent (Hindi नान nān) und bei den Turkvölkern Zentralasiens (in den Turksprachen auch: Nan oder Non).